# Upplands runinskrifter Fv1969;304B
Upplands runinskrifter Fv1969;304B är ett vikingatida runstensfragment av röd sandsten funnet i kvarteret S:t Per, Uppsala och Uppsala kommun. Fragmentet hittades vid undersökning av S:t Pers kyrkoruin 1966. Fragmentets mått är 18,5 gånger 10,5 centimeter. Det förvaras på Upplandsmuseet. Vid samma undersökning hittades U Fv1969;304A.